# Cavendishia quercina
Cavendishia quercina är en ljungväxtart som beskrevs av A. C. Smith. Cavendishia quercina ingår i släktet Cavendishia och familjen ljungväxter. Inga underarter finns listade i Catalogue of Life.